# برکوواتس
برکوواتس (به صربی: Berkovac) یک روستا در صربستان است که در Mionica واقع شده‌است.